# St. Jude
St. Jude è il primo album discografico in studio del gruppo musicale indie rock britannico The Courteeners, pubblicato nel 2008.

## Tracce
1. Aftershow
2. Cavorting
3. Bide Your Time
4. What Took You So Long?
5. Please Don't
6. If It Wasn't for Me
7. No You Didn't, No You Don't
8. How Come
9. Kings of the New Road
10. Not Nineteen Forever
11. Fallowfield Hillbilly
12. Yesterday, Today & Probably Tomorrow

## Classifiche
| Classifica (2023) | Posizione massima |
| ----------------- | ----------------- |
| Regno Unito       | 1                 |